# Magic!
I Magic! sono un gruppo musicale reggae fusion canadese.

## Storia
La band è un quartetto fondato dal cantante e produttore Nasri, frontman del gruppo. Tutti i membri provengono da Toronto.
Nell'ottobre 2013 hanno pubblicato il singolo Rude, che ha avuto successo in Canada, Stati Uniti (prima posizione nella Billboard Hot 100), Oceania e buona parte dell'Europa. Hanno collaborato con Shakira nel brano Cut Me Deep presente nell'album Shakira. Sono presenti nella compilation One Love, One Rhythm - The 2014 FIFA World Cup Official Album con This Is Our Time (Agora é a Nossa Hora).
Il 30 giugno 2014 hanno pubblicato l'album d'esordio, dal titolo Don't Kill the Magic.
Nel marzo 2016 viene pubblicato il singolo Lay You Down Easy, che vede la partecipazione di Sean Paul. Il 1º luglio 2016 esce il secondo album Primary Colours.

## Formazione
- Nasri Tony Atweh – voce, chitarra (2012-presente)
- Mark Pellizzer – chitarra, cori (2012-presente)
- Ben Spivak – basso, cori (2012-presente)
- Alex Tanas – batteria, cori (2012-presente)

## Discografia

### Album
- 2014 – Don't Kill the Magic
- 2016 – Primary Colours
- 2018 – Expectations

### Singoli
- 2013 – Rude
- 2013 – Don't Kill the Magic
- 2014 – Let Your Hair Down
- 2015 – No Way No
- 2015 – #SundayFunday
- 2016 – Lay You Down Easy (feat. Sean Paul)
- 2016 – Red Dress
- 2016 – No Regrets
- 2017 – Girl at Coachella (con Matoma feat. DRAM)
- 2017 – Darts in The Dark
- 2018 – Kiss Me
- 2018 – Expectations
- 2022 – Ain't Got Nothin' Figured Out
- 2022 – Inner Lover Energy
- 2022 – Ballerina